# Étienne Heuschling
Étienne Heuschling, est un orientalisant et un philologue d'origine luxembourgeoise devenu belge après la révolution belge (1830-1839). Il naquit à Luxembourg, alors dans le duché de Luxembourg (Pays-Bas autrichiens), le 6 avril 1762, et il mourut à Bruxelles le 29 août 1847.

## Biographie
Après ses études secondaires au collège royal thérésien de Luxembourg (ex-collège des Jésuites), il fut brièvement professeur de 6e et de 5e au collège-pensionnat royal de Namur avant d'aller faire une licence de droit à l'université de Louvain. Pendant ses études, il put compter sur l'attention protectrice de son oncle Jean Pierre Heuschling qui était lui-même un juriste réputé, professeur royal de pandectes.
Ensuite, il s'appliqua à Rome à l'étude des langues orientales (hébreu, syriaque et araméen), et il obtint en 1788, après avoir bien passé un concours, la chaire de langue syriaque à l'Académie théologique rattachée à l'université romaine dite « La Sapienza ». Étienne Heuschling parlait, dit-on, quatorze langues!
Rentré en 1790 dans les Pays-Bas méridionaux, alors encore « autrichiens », il enseigna l'hébreu au Collegium Trilingue. Il fut d'ailleurs le dernier professeur de cette institution fondée en 1517 par le Luxembourgeois Jérôme de Busleyden et fermée en 1797.
S'étant marié, il vint s'établir à Bruxelles où il enseigna pendant quelque temps la grammaire générale à l'École centrale du département de la Dyle.
À partir de 1806, il fut professeur suppléant à l'École de droit de Bruxelles créée depuis peu dans le cadre de l'Université impériale. Il ne semble toutefois pas avoir eu besoin de beaucoup intervenir à cette école.
En 1817, il fut nommé professeur ordinaire de langues orientales et de grammaire à l'université d'État de Louvain tout juste fondée, en même temps que les universités de Liège et de Gand, par Guillaume Ier d'Orange-Nassau dans le sud de son royaume des Pays-Bas réunis.
Étienne Heuschling ne demeura qu'environ trois ans à Louvain. En effet, il retourna s'établir à Bruxelles où, doté par le gouvernement d'une pension de 1500 florins, il vécut à l'abri du besoin, d'autant plus qu'il avait quelque fortune personnelle. Il s'adonna librement à des recherches relevant des domaines linguistique et philosophique, rédigea divers mémoires reprenant les conclusions de ses travaux, mais la vie dans l'isolement qu'il avait choisie ne lui permit pas de diffuser ses connaissances et d'en faire vraiment profiter autrui. Il laissa certes un certain nombre de manuscrits, dont les titres sont d'ailleurs connus, à ses neveux, mais ces papiers ont été plus ou moins perdus de vue ou égarés avec le temps.   
Il est le grand-père maternel du professeur Pierre Craninx, lecteur à l'université d'État de Louvain puis professeur à l'Université catholique.